# Monkie Kid
A Monkie Kid 2020-tól vetített koprodukció televíziós 2D-s számítógépes animációs akciósorozat, amit Simon Lucas alkotott, Vu Cseng-en Nyugati utazás című regénye alapján.
A sorozatot Kínában 2020. május 30-án a Youku, Amerikában 2021. szeptember 9-én az Amazon Kids+, míg Magyarországon a Cartoon Network mutatta be 2022. december 19-én.

## Ismertető
MK és barátai, harcolnak a különböző démonok ellen, akik megpróbálják átvenni az uralmat Megapolis felett.

## Szereplők
| Szereplő            | Eredeti hang      | Magyar hang      | Leírás |
| ------------------- | ----------------- | ---------------- | --- |
| MK                  | Jack DeSena       | Kovács Lehel     | Fiatal tésztafutár fiú, akit a Majomkirály választott ki új utódjául, hogy harcoljon a gonosz erői ellen, és aki a Majomkirály aranybotját használja, és szinte minden erejét megkapta. |
| Mei                 | Stephanie Sheh    | Mikita Dorka     | A legendás Fehér Sárkányló leszármazottja és MK legjobb barátja, aki sárkányaurával és a családja jáde sárkánypengéjével van megáldva, hogy harcoljon az ellenség ellen. |
| Mo                  | Stephanie Sheh    | Gyenis Erika     | Sandy házimacskája, aki vele tart, amikor küldetésekre megy. |
| Pigsy               | Dave B. Mitchell  | Faragó András    | A Pigsy's Noodles tulajdonosa és főszakácsa, választott fegyvere egy vasvilla a játékcsaládban, amelyhez csatolható kolbászágyú is tartozik. |
| Sandy               | Patrick Seitz     | Borbiczki Ferenc | Folyami ogre, aki korábban egy dühöngő katona volt, aki békés lett, miután terápiára járt a dühe miatt. Ha dühös, szemei lilán izzanak, míg gyöngynyaklánca tűzgömbökké változik. |
| Tang                | David Chen        | Dér Zsolt        | A Pigsy's Noodles törzsvendége, aki gyakran mesél MK-nak történeteket a Majomkirályról, cserébe az ingyen tésztáért, később kiderül, hogy rendelkezik a chi manipuláció erejével. |
| Majomkirály         | Sean Schemmel     | Kapácsy Miklós   | A legendás hős, aki évszázadokkal ezelőtt úgy harcolt a Démon Bika király ellen, hogy botjával csapdába ejtette őt egy hegy belsejében, ezután úgy döntött, hogy visszavonul a Virággyümölcs-hegyre, és MK-t képzi ki új utódjának, hogy harcoljon a gonosz démonok ellen, miközben alkalmanként a csapatot is segíti. |
| Démon Bika király   | Steven Blum       | Szinovál Gyula   | Vaslegyező hercegnő férje és Vörös Kópé apja, a Démon Bika család vezetője. |
| Vaslegyező hercegnő | Gwendoline Yeo    | Kiss Erika       | Démon Bika király égi felesége és Vörös Kópé anyja. |
| Vörös Kópé          | Kyle McCarley     | Ungvári Gergely  | Démon Bika király és Vaslegyező hercegnő félig démoni, félig égi fia. |
| Pókkirálynő         | Kimberly Brooks   | Bérces Gabriella | |
| Vadász              | Steve Blum        | Németh Gábor     | |
| Syntax              | Sean Schemmel     |                  | |
| Erős Pók            | Patrick Seitz     | Vincze Attila    | |
| Csontdémon Úrnő     | Victoria Grace    | Magyar Viktória  | |
| Polgármester        | Steve Blum        |                  | |
| Makákó              | Billy Kametz      | Hám Bertalan     | |
| Jin, az Arany Démon | Sean Schemmel     | Maday Gábor      | |
| Yin, az Ezüst Démon | Dave B. Mitchell  | Szokol Péter     | |
| Skorpió királynő    | Michaela Dietz    | Lázár Erika      | |
| Chang'e             | Emi Lo            | Oláh Orsolya     | |
| Ne Zha              | Johnny Yong Bosch | Czvetkó Sándor   | |
| A Kelet Sárkánya    | James Sie         |                  | |

## Magyar változat
- Bemondó: Joó Gábor
- Magyar szöveg: Szentesi Mária
- Szinkronrendező: Pesti Zsuzsanna

A szinkront a Direct Dub Studios készítette.

## Évados áttekintés
| Évad | Évad           | Epizódok       | Kínai sugárzás       | Kínai sugárzás       | Amerikai sugárzás   | Amerikai sugárzás   | Magyar sugárzás    | Magyar sugárzás    |
| Évad | Évad           | Epizódok       | Évadpremier          | Évadfinálé           | Évadpremier         | Évadfinálé          | Évadpremier        | Évadfinálé         |
| ---- | -------------- | -------------- | -------------------- | -------------------- | ------------------- | ------------------- | ------------------ | ------------------ |
|      | Bevezető rész  | Bevezető rész  | 2020. május 30.      | 2020. május 30.      | 2021. szeptember 9. | 2021. szeptember 9. | 2022. december 19. | 2022. december 19. |
|      | 1              | 10             | 2020. szeptember 12. | 2020. szeptember 12. | 2021. szeptember 9. | 2021. szeptember 9. | 2022. december 20. | 2022. december 26. |
|      | Különkiadás 1. | Különkiadás 1. | 2021. február 9.     | 2021. február 9.     | 2021. október 1.    | 2021. október 1.    | 2023. január 12.   | 2023. január 12.   |
|      | 2              | 10             | 2021. június 5.      | 2021. június 5.      | 2021. október 28.   | 2021. november 18.  | 2023. január 13.   | 2023. január 19.   |
|      | 3              | 10             | 2021. január 21.     | 2021. január 21.     | 2023. január 27.    | 2023. január 27.    | 2023. január 20.   | 2023. január 26.   |
|      | Különkiadás 2. | Különkiadás 2. | 2022. június 22.     | 2022. június 22.     | 2023. március 3.    | 2023. március 3.    | 2023. január 27.   | 2023. január 27.   |
|      | 4              | 10             | 2023. január 20.     | 2023. január 20.     | 2023. március 3.    | 2023. március 3.    |                    |                    |
|      | Különkiadás 3. | Különkiadás 3. | 2023. június 1.      | 2023. június 1.      | 2023. június 19.    | 2023. június 19.    |                    |                    |
|      | 5              | 10             | 2024. június 28.     | 2024. június 28.     | 2024. július 16.    | 2024. július 16.    |                    |                    |

## Epizódok

### Bevezető rész
| #  | Eredeti cím                | Magyar cím               | Rendezte     | Írta         | Kínai premier   | Amerikai premier    | Magyar premier     |
| -- | -------------------------- | ------------------------ | ------------ | ------------ | --------------- | ------------------- | ------------------ |
| 1. | Monkie Kid: A Hero is Born | Monkie Kid: Hős születik | Sarah Harper | Jeremy Adams | 2020. május 30. | 2021. szeptember 9. | 2022. december 19. |

### 1. évad
| #   | #   | Eredeti cím         | Magyar cím            | Rendezte     | Írta         | Kínai premier        | Amerikai premier    | Magyar premier     |
| --- | --- | ------------------- | --------------------- | ------------ | ------------ | -------------------- | ------------------- | ------------------ |
| 1.  | 1.  | Bad Weather         | Rossz időjárás        | Sarah Harper | Jeremy Adams | 2020. szeptember 12. | 2021. szeptember 9. | 2022. december 20. |
| 2.  | 2.  | Duplicatnation      | Többszörözés          | Sarah Harper | Jeremy Adams | 2020. szeptember 12. | 2021. szeptember 9. | 2022. december 20. |
| 3.  | 3.  | Coming Home         | Hazatérés             | Sarah Harper | Jeremy Adams | 2020. szeptember 12. | 2021. szeptember 9. | 2022. december 21. |
| 4.  | 4.  | Noodles or Death    | Tészta vagy halál     | Sarah Harper | Jeremy Adams | 2020. szeptember 12. | 2021. szeptember 9. | 2022. december 21. |
| 5.  | 5.  | Calabash            | Lopótök               | Sarah Harper | Jeremy Adams | 2020. szeptember 12. | 2021. szeptember 9. | 2022. december 22. |
| 6.  | 6.  | The Great Wall Race | A nagy fal versenyben | Sarah Harper | Jeremy Adams | 2020. szeptember 12. | 2021. szeptember 9. | 2022. december 22. |
| 7.  | 7.  | Impossible Delivery | Lehetetlen kézbesítés | Sarah Harper | Jeremy Adams | 2020. szeptember 12. | 2021. szeptember 9. | 2022. december 23. |
| 8.  | 8.  | Skeleton Key        | Csontváz kulcs        | Sarah Harper | Jeremy Adams | 2020. szeptember 12. | 2021. szeptember 9. | 2022. december 23. |
| 9.  | 9.  | Macaque             | A makákó              | Sarah Harper | Jeremy Adams | 2020. szeptember 12. | 2021. szeptember 9. | 2022. december 26. |
| 10. | 10. | The End is Here!    | Itt a vég!            | Sarah Harper | Jeremy Adams | 2020. szeptember 12. | 2021. szeptember 9. | 2022. december 26. |

### Különkiadás 1.
| #  | Eredeti cím                 | Magyar cím             | Rendezte     | Írta         | Kínai premier    | Amerikai premier | Magyar premier   |
| -- | --------------------------- | ---------------------- | ------------ | ------------ | ---------------- | ---------------- | ---------------- |
| 1. | Revenge of the Spider Queen | A Pókkirálynő bosszúja | Sarah Harper | Jeremy Adams | 2021. február 9. | 2021. október 1. | 2023. január 12. |

### 2. évad
| #   | #   | Eredeti cím          | Magyar cím       | Rendezte     | Írta              | Kínai premier   | Amerikai premier   | Magyar premier   |
| --- | --- | -------------------- | ---------------- | ------------ | ----------------- | --------------- | ------------------ | ---------------- |
| 11. | 1.  | Sleep Bug            | Az altató bogár  | Sarah Harper | Jeremy Adams      | 2021. június 5. | 2021. október 28.  | 2023. január 13. |
| 12. | 2.  | Dumpling Destruction | Gombóc pusztítás | Sarah Harper | Eugene Son        | 2021. június 5. | 2021. október 28.  | 2023. január 13. |
| 13. | 3.  | Pig Pong Panic       | Ping-pong pánik  | Sarah Harper | Callie C. Miller  | 2021. június 5. | 2021. október 28.  | 2023. január 16. |
| 14. | 4.  | Sweet'n'Sour         | Édes-savanyú     | Sarah Harper | Greg Hahn         | 2021. június 5. | 2021. október 28.  | 2023. január 16. |
| 15. | 5.  | Minor Scale          | Kicsiben         | Sarah Harper | Joelle Sellner    | 2021. június 5. | 2021. október 28.  | 2023. január 17. |
| 16. | 6.  | Game On              | Indul a játék    | Sarah Harper | Shaene Siders     | 2021. június 5. | 2021. november 18. | 2023. január 17. |
| 17. | 7.  | Shadow Play          | Árnyjáték        | Sarah Harper | Meghan Fitzmartin | 2021. június 5. | 2021. november 18. | 2023. január 18. |
| 18. | 8.  | To Catch a Leaf      | Tea levél        | Sarah Harper | T.K. O'Brian      | 2021. június 5. | 2021. november 18. | 2023. január 18. |
| 19. | 9.  | 72 Transformations   | 72 átváltozás    | Sarah Harper | Alan Denton       | 2021. június 5. | 2021. november 18. | 2023. január 19. |
| 20. | 10. | This is the End!     | Ez itt a vég!    | Sarah Harper | Jeremy Adams      | 2021. június 5. | 2021. november 18. | 2023. január 19. |

### 3. évad
| #   | #   | Eredeti cím                          | Magyar cím                      | Rendezte     | Írta                    | Kínai premier    | Amerikai premier | Magyar premier   |
| --- | --- | ------------------------------------ | ------------------------------- | ------------ | ----------------------- | ---------------- | ---------------- | ---------------- |
| 21. | 1.  | On the Run                           | Menekülés                       | Sarah Harper | Jeremy Adams és Yin Kai | 2021. január 21. | 2023. január 27. | 2023. január 20. |
| 22. | 2.  | Great Grand Dragon of the East       | A Nagy-kelet sárkánya           | Sarah Harper | Jeremy Adams és Yin Kai | 2021. január 21. | 2023. január 27. | 2023. január 20. |
| 23. | 3.  | Smartie Kid                          | Nagyokos                        | Sarah Harper | Jeremy Adams és Yin Kai | 2021. január 21. | 2023. január 27. | 2023. január 23. |
| 24. | 4.  | The Winning Side                     | A győztes oldal                 | Sarah Harper | Jeremy Adams és Yin Kai | 2021. január 21. | 2023. január 27. | 2023. január 23. |
| 25. | 5.  | Amnesia Rules                        | Amnézia                         | Sarah Harper | Jeremy Adams és Yin Kai | 2021. január 21. | 2023. január 27. | 2023. január 24. |
| 26. | 6.  | The First Ring                       | Az első gyűrű                   | Sarah Harper | Jeremy Adams és Yin Kai | 2021. január 21. | 2023. január 27. | 2023. január 24. |
| 27. | 7.  | Cooking with Chang'e                 | Főzőcske                        | Sarah Harper | Jeremy Adams és Yin Kai | 2021. január 21. | 2023. január 27. | 2023. január 25. |
| 28. | 8.  | Benched                              | Kispadon                        | Sarah Harper | Jeremy Adams és Yin Kai | 2021. január 21. | 2023. január 27. | 2023. január 25. |
| 29. | 9.  | The King, the Prince, and the Shadow | A király, a herceg és az árnyék | Sarah Harper | Jeremy Adams és Yin Kai | 2021. január 21. | 2023. január 27. | 2023. január 26. |
| 30. | 10. | The Samadhi Fire                     | A Samadhi tűz                   | Sarah Harper | Jeremy Adams és Yin Kai | 2021. január 21. | 2023. január 27. | 2023. január 26. |

### Különkiadás 2.
| #  | Eredeti cím          | Magyar cím            | Rendezte     | Írta                                               | Kínai premier    | Amerikai premier | Magyar premier   |
| -- | -------------------- | --------------------- | ------------ | -------------------------------------------------- | ---------------- | ---------------- | ---------------- |
| 1. | Embrace Your Destiny | Fogadd el a végzetet! | Sarah Harper | Jeremy Adams, David Breen, Sarah Harper és Yin Kai | 2022. június 12. | 2023. március 3. | 2023. január 27. |

### 4. Évad
| #   | #   | Eredeti cím                     | Magyar cím | Rendezte         | Írta                | Kínai premier    | Amerikai premier | Magyar premier |
| --- | --- | ------------------------------- | ---------- | ---------------- | ------------------- | ---------------- | ---------------- | -------------- |
| 31. | 1.  | Familiar Tales                  |            | Christian Barkel | Sarah Harper        | 2023. január 20. | 2023. március 3. |                |
| 32. | 2.  | New Adventures                  |            | Christian Barkel | David Breen         | 2023. január 20. | 2023. március 3. |                |
| 33. | 3.  | The Great Tang Man              |            | Christian Barkel | Deirdre Devlin      | 2023. január 20. | 2023. március 3. |                |
| 34. | 4.  | Pig-Napped!                     |            | Christian Barkel | Akira "Mark" Fujita | 2023. január 20. | 2023. március 3. |                |
| 35. | 5.  | Court of the Yellow Robed Demon |            | Christian Barkel | Deirdre Devlin      | 2023. január 20. | 2023. március 3. |                |
| 36. | 6.  | Show Me the Monster             |            | Christian Barkel | Akira "Mark" Fujita | 2023. január 20. | 2023. március 3. |                |
| 37. | 7.  | Pitiful Creatures               |            | Christian Barkel | Deirdre Devlin      | 2023. január 20. | 2023. március 3. |                |
| 38. | 8.  | The Brotherhood                 |            | Christian Barkel | David Breen         | 2023. január 20. | 2023. március 3. |                |
| 39. | 9.  | Roast of the Monkie Kids        |            | Christian Barkel | Sarah Harper        | 2023. január 20. | 2023. március 3. |                |
| 40. | 10. | The Jade Emperor                |            | Christian Barkel | Sarah Harper        | 2023. január 20. | 2023. március 3. |                |

### Különkiadás 3.
| #  | Eredeti cím         | Magyar cím | Rendezte | Írta                                           | Kínai premier   | Amerikai premier | Magyar premier |
| -- | ------------------- | ---------- | -------- | ---------------------------------------------- | --------------- | ---------------- | -------------- |
| 1. | The Emperor's Wrath |            |          | David Breen, Akira "Mark" Fujita, Sarah Harper | 2023. június 1. | 2023. június 19. |                |

### 5. Évad
| #   | #   | Eredeti cím           | Magyar cím | Rendezte | Írta                       | Kínai premier    | Amerikai premier | Magyar premier |
| --- | --- | --------------------- | ---------- | -------- | -------------------------- | ---------------- | ---------------- | -------------- |
| 41. | 1.  | Strings That Bind     |            |          | David Breen                | 2024. június 28. | 2024. július 16. |                |
| 42. | 2.  | Collar the King       |            |          | David Breen                | 2024. június 28. | 2024. július 16. |                |
| 43. | 3.  | Temple of the Goddess |            |          | Ashe Jacobson              | 2024. június 28. | 2024. július 16. |                |
| 44. | 4.  | The Storm Within      |            |          | Deirdre Devlin             | 2024. június 28. | 2024. július 16. |                |
| 45. | 5.  | Claim to Flame        |            |          | David Breen, Ashe Jacobson | 2024. június 28. | 2024. július 16. |                |
| 46. | 6.  | Festival Fugitives    |            |          | Akira "Mark" Fujita        | 2024. június 28. | 2024. július 16. |                |
| 47. | 7.  | Into the Pagoda       |            |          | Deirdre Devlin             | 2024. június 28. | 2024. július 16. |                |
| 48. | 8.  | The Cage              |            |          | Deirdre Devlin             | 2024. június 28. | 2024. július 16. |                |
| 49. | 9.  | Sacrifice             |            |          | David Breen                | 2024. június 28. | 2024. július 16. |                |
| 50. | 10. | Harbinger             |            |          | David Breen                | 2024. június 28. | 2024. július 16. |                |